# Stavanger Museum
Stavanger Museum er et museum i Stavanger, Norge, der blev etableret i 1877. Museets samlinger består af adskillige afdelinger; for zoologi, kulturhistorie, som også inkluderer det kongelige residens Ledaal.
Afdelingerne inkluderer Stavangers Naturhistoriske Museum, Stavanger Maritime Museum, Norsk Barnemuseum, Norsk Hermetikmuseum, Utstein Kloster, Ledaal, Breidablikk Museum, Norsk Grafisk Museum og Stavanger Skolemuseum.
Stavanger Museum og Stavanger Kunstmuseum blev slået sammen til Museum Stavanger AS (MUST) d. 1. juli 2010.